# KkStB 364 sorozat
A kkStB 364 sorozat egy szertartályosgőzmozdony-sorozat volt a Császári és Királyi Osztrák Államvasutaknál (k.k. Staatsbahnen, kkStB), amely mozdonyok eredetileg a Bukovinai HÉV-ektől (Bukowinaer Lokalbahnen) származtak.
Ezeket a háromcsatlós szertartályos gőzmozdonyokat a Krauss/Linz gyártotta 1908-ban és 1913-ban a kkStB-nek.
A kkStB a kkStB 364 sorozatba osztotta be a mozdonyokat.
Az első világháborút követően a Román Államvasutak (CFR) állományába kerültek, ahol 1936-ban selejtezték őket.

## Fordítás
- Ez a szócikk részben vagy egészben  a   kkStB 364 című német Wikipédia-szócikk fordításán alapul.  Az eredeti cikk szerkesztőit annak laptörténete sorolja fel. Ez a jelzés csupán a megfogalmazás eredetét és a szerzői jogokat jelzi, nem szolgál a cikkben szereplő információk forrásmegjelöléseként.